# Gli anni venti
Gli anni venti è un album del gruppo musicale rock italiano Estra, pubblicato nel 2024 dalle etichette discografiche moonmusic e FreecomHub.
La produzione artistica è condivisa dagli Estra e da Giovanni Ferrario. Produttore esecutivo moonmusic. 
L'album vede la partecipazione speciale di Marco Paolini alla voce, nella traccia "La signora Jones" e di Pierpaolo Capovilla sempre alla voce, nella traccia "Notte poi".

## Tracce
1. La signora Jones (special guest Marco Paolini) – 1:33
2. Fluida Lol (i ragazzi) – 3:25
3. Gli anni venti (lo scenario) – 4:02
4. Che n'è degli umani? (le fatiche) – 2:45
5. Nessuno come noi (l'esilio) – 3:56
6. Ti ascolto (infinito futuro presente) – 3:40
7. Lascio Roma (la fuga tentata) – 2:20
8. Nel 2026 (sul realismo) – 3:36
9. Il peggiore (introspezione) – 4:58
10. Monumenti immaginari (tirando ideali ai muri) – 5:10
11. Notte poi (il razionamento) – 4:40

Durata totale: 40:05